# Magic (chanson de AAA)
Pour les articles homonymes, voir Magic.
Singles de AAA
Namida no nai Sekai
(2016) No Way Back
(2017)
Magic est le 53e single du groupe AAA, sorti  au Japon  le 8 février 2017 sous le label Avex Trax,. Il arrive 3e à l'Oricon[réf. nécessaire]. Magic se trouve sur l'album Way Of Glory.

## Liste des titres
| 1. | Magic                                                                            |  |
| 2. | Magic (Instrumental)                                                             |  |
| 3. | Hurricane Riri, Boston Mari – Tokyo Dome ver. (ハリケーン・リリ、ボストン・マリ) |  |

| 1. | Magic (Music Clip)        |  |
| 2. | Magic (Music Clip Making) |  |